# دينيس هيو
دينيس هيو (بالإنجليزية: Denis Vaughan)‏ هو موزع أسترالي، ولد في 6 يونيو 1926 في ملبورن في أستراليا، وتوفي في 7 يوليو 2017.

## وصلات خارجية
- دينيس هيو على موقع IMDb (الإنجليزية)
- دينيس هيو على موقع ميوزك برينز (الإنجليزية)
- دينيس هيو على موقع أول ميوزيك (الإنجليزية)
- دينيس هيو على موقع ديسكوغز (الإنجليزية)